# Frederik Böger

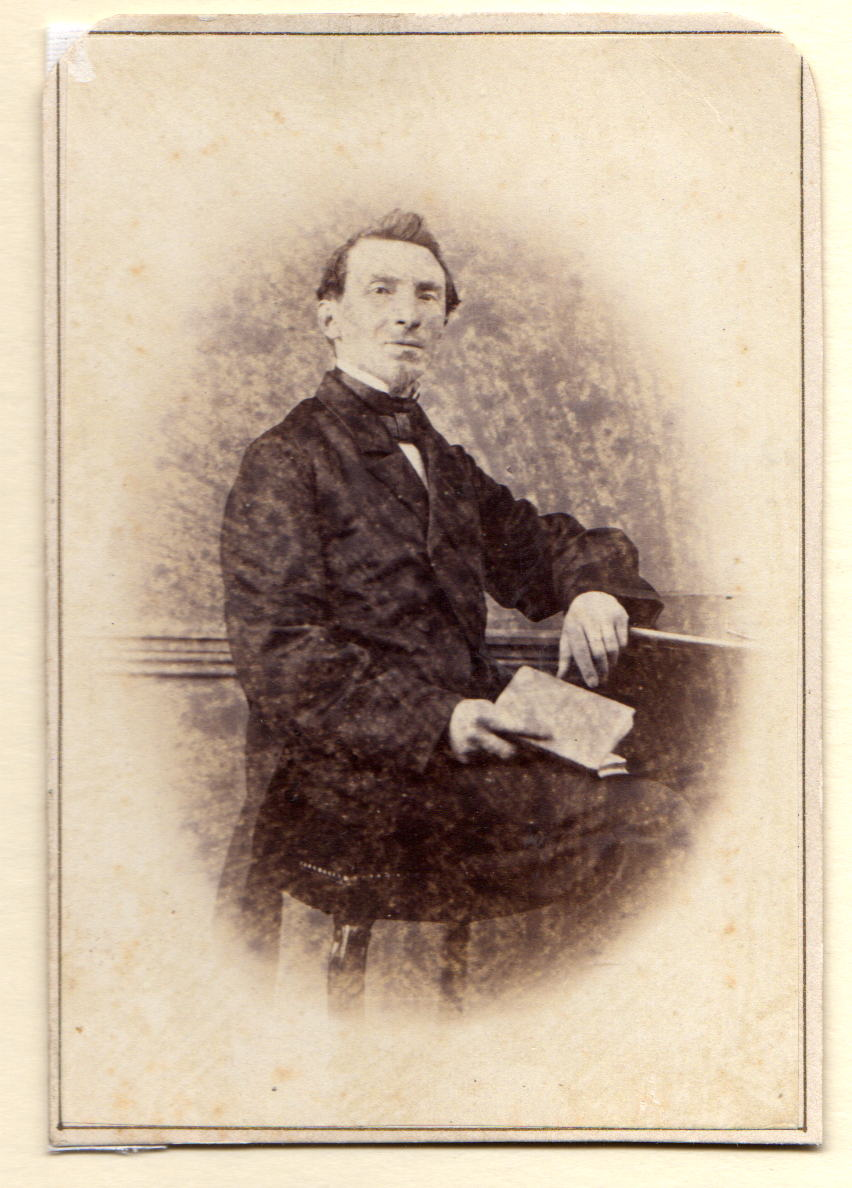
Portret van Böger

Frederik Böger (1820 - 1880) was een bekende steendrukker uit Dordrecht. Vanaf 1849 had hij een steendrukkerij aan de Wijnstraat in Dordrecht.
Hij was schoonschrijver, tekenaar en graveur op steen.
Frederik trouwde, 23 jaar oud, op 1 november 1843 in Dordrecht met Sophia Aegidia Evenwel Schakel.
Veel van zijn werk ligt opgeslagen in het Regionaal Archief Dordrecht, maar ook in het museum van Schiedam en het Stadsarchief Delft is zijn werk te zien.
Zijn werkgebied besloeg geheel Zuid-Holland en Brabant. Hij werkte nauw samen met de tekenaar/schilder J.H. van der Heijden, ook uit Dordrecht.
Na zijn overlijden is zijn drukkerij overgegaan in handen van D. Wijtman.
- Biografisch Portaal: 21170813
- Digitale Bibliotheek voor de Nederlandse Letteren: boge004
- International Standard Name Identifier: 0000 0003 9652 2307
- Nederlandse Thesaurus van Auteursnamen: 142074969
- RKD-Nederlands Instituut voor Kunstgeschiedenis: 342856
- Virtual International Authority File: 291462168
- WorldCat: E39PBJfRBwxWHMbt878TrT9bh3